# アメリカビーバー
アメリカビーバー（学名：Castor canadensis）は、ビーバー科に属する2種の現存種のうちの1種である。北アメリカ原産であるが、南アメリカのパタゴニアやフィンランドなどの欧州諸国にも生息している。アメリカやカナダでは、単にビーバーと呼ばれるが、これはしばしば同じ齧歯類のヤマビーバーと混同される。また、ユーラシア大陸には、ビーバー科を構成するもう１つの現存種であるヨーロッパビーバーが生息している。
毛皮は初期のアメリカ入植者が最も儲けられる商材であり、北アメリカの毛皮交易での主要な輸出品であった。そのような歴史から、カナダでは国獣、アメリカ合衆国オレゴン州では、州の動物にそれぞれ指定されている。

## 分布
アメリカ合衆国、カナダ、メキシコ（タマウリパス州）。模式産地はカナダ（ハドソン湾）。このほかアルゼンチン（ティエラ・デル・フエゴ州）、ドイツ、フィンランド、ベルギー、ルクセンブルク、ロシアに移入されている。
これらの土地で、湿地帯の形成や維持、水質の向上、川による浸食の軽減を担い、環境の多様性に大きく関わっている。その一方、外来種として移入された土地では、天敵がいないことで生息数を増加、森林破壊、永久凍土の破壊などの問題を起こしている。

## 特徴

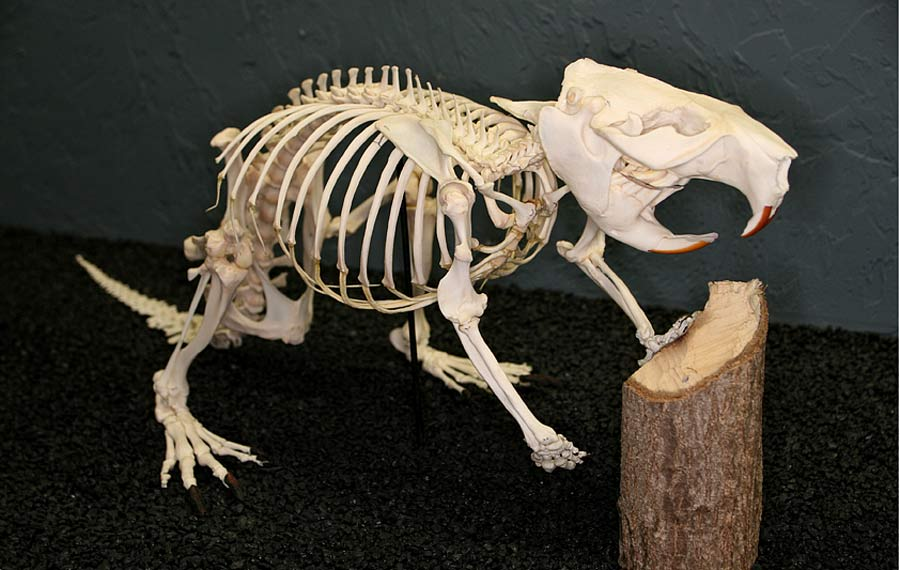
骨格 (Museum of Osteology)

北アメリカ最大の齧歯目であり、世界でもヨーロッパビーバーと共に南アメリカのカピバラに次いで大きい種である。平均体重はヨーロッパビーバーの方がわずかにアメリカビーバーより大きい。成体の体重は11〜32kgであり、おおよそ20kgが一般的である。例えば、ニューヨーク州ではオスの成体の平均体重は18.9kg、フィンランドではメスの成体の平均体重は18.1kgである。オハイオ州では成体の平均体重は16.8kgである。ベルクマンの法則に従い、より寒冷な地域に生息するものほどより体重が大きい。その例として、ノースウエスト準州では成体の重さの中央値は20.5kgにもなっている。成体の体長は74〜90cmであり、尻尾を含めると、体長はさらに20〜35cmほど長くなる。さらに、昔の個体の体重は40kgを超え、50kg程に達していたという説もある。
ビーバーは半水生哺乳動物であり、体にはその多くの特徴が見られる。尻尾はパドルのように大きく平らであり、後ろ足は大きく、水かきがある。一方で前足は水かきがなく、爪がある。水中でもよくものが見えるように目には瞬膜を持つ。水中にいる間は鼻腔と耳を閉じることができる。厚い皮下脂肪を持ち、冷水の中でも耐えられるようになっている。毛皮は普通は暗い茶色できめの粗く長い外側の毛ときめの細かく短い内側の毛からなる。生殖器近くの臭腺は毛皮の防水効果を高めるために油気のある物質を分泌する。この分泌物が海狸香である。絶滅寸前になるまでは、北はカナダのツンドラ地帯から南はメキシコ北部の砂漠地帯まで、東は大西洋から西は太平洋まで北アメリカのあらゆる場所に遍在していた。 
ビーバーは過去にはメキシコのコロラド川、バビスペ川、サンバーナーディーノ川でも報告されていた。

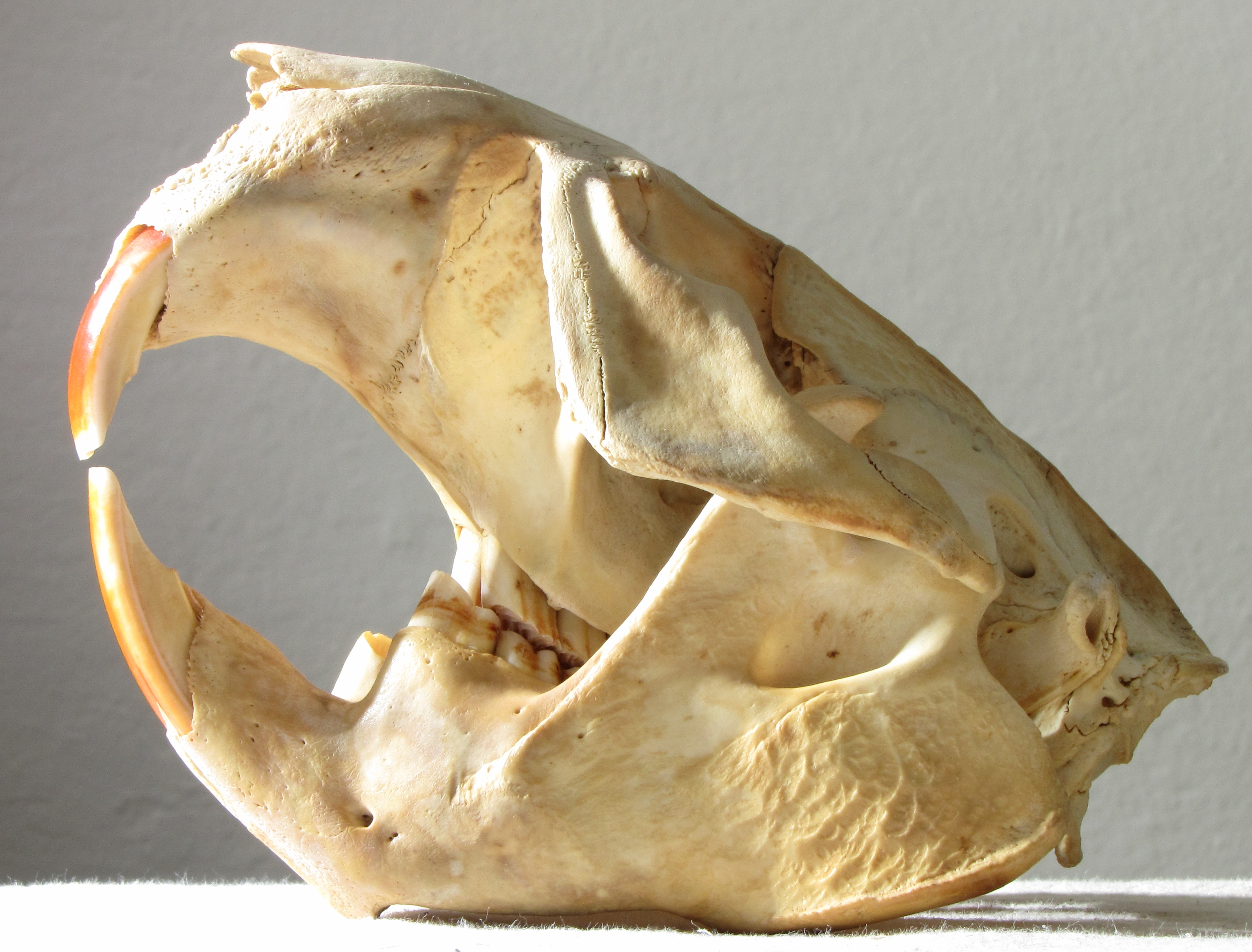
サンフランシスコ湾頭で見つかったアメリカビーバーの頭蓋骨

## 生態

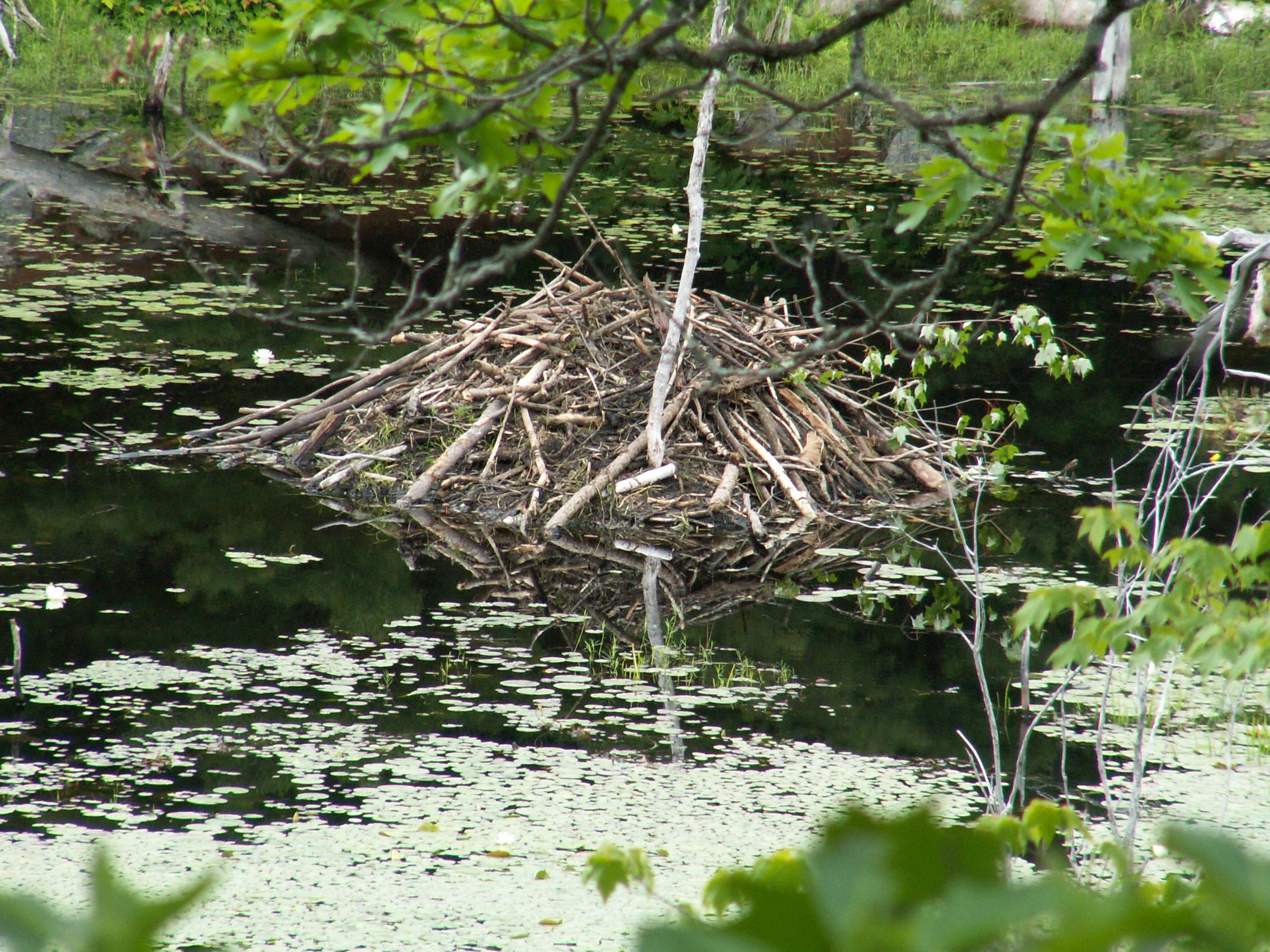
アメリカビーバーの巣

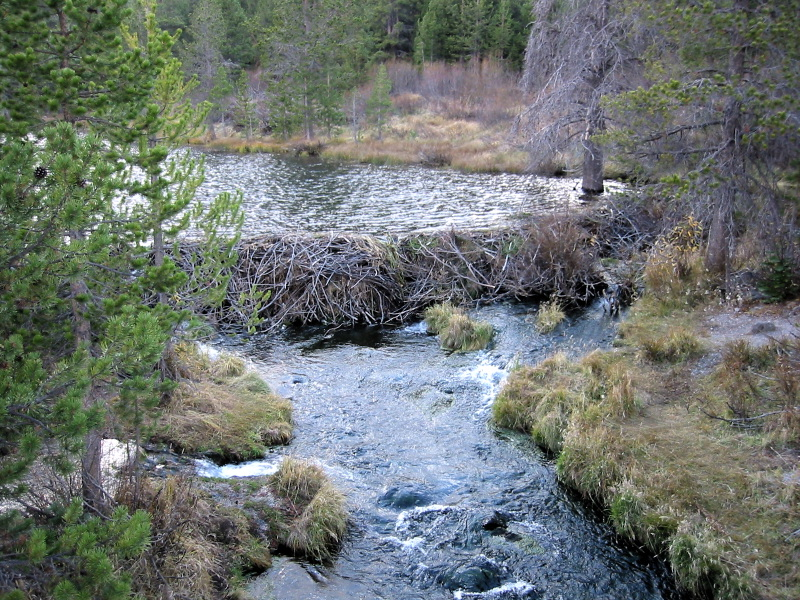
アメリカビーバーのダム

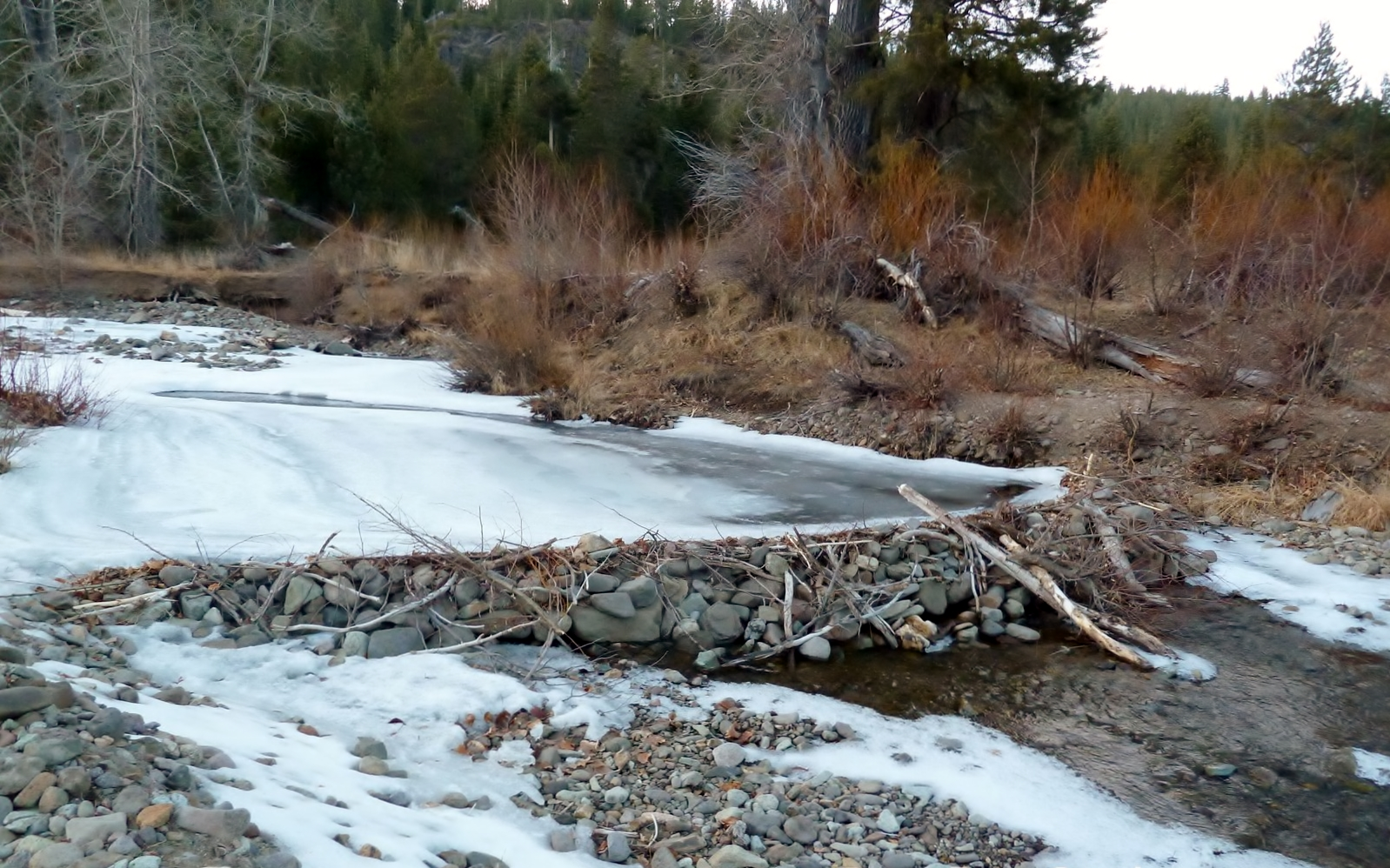
泥や木の枝が少ない時は、石を使ってダムを作る。

ビーバーは夜行性の生物である。泳ぎが得意で、およそ15分間水中にいることができる。陸上では傷つきやすいため、多くの時間を河川の中で生活している。尻尾は水面を叩いて仲間に危険を伝える役割と脂肪を蓄える役割をもつ。

### 巣（ダム建設）
湖や河川、三角州付近にある巣は木や枝、石や泥で作られる。巣は、水に囲まれた場所にあることもあれば、岸と陸続きであったり、或いは堤に穴を作っていることもある。ダムを池の中に作るときは、まず枝を山のように積み上げ、水中の枝を食べて巣の入口を作る。次に、巣の中の水面より上の部分に島を作り、内部が乾いてから巣を使い始める。冬に近づくと、巣はしばしば泥が塗られるが、これが冷えるとコンクリートと同じくらいの固さとなり、巣の中の空洞を保っている。水の下に巣の入り口を作ることにより、捕食者から逃れることが出来る。湖や河川に水深の深くなる場所がある場合、土手に穴を掘って棲むこともある。ビーバーのダムは切り倒した木や木の枝、石、草、泥から作られる。内樹皮や小枝、若枝、木の葉はビーバーの餌にもなっている。
強い切歯で木を切り倒す。前脚は土を掘ったり、運搬に使ったり、物を置くのに使われる。いつどこにダムを作るのかは流水の音に影響される。ビーバー巣により作られた池は水鳥、魚などの棲み家となっている。また、このダムは、土壌浸食や洪水を減らす役割もある。しかし、ビーバーのダムは保守を必要としている。冬に備えるため大抵の場合秋にビーバーはダムを作ったり、修理を行う。北方の個体は、氷の下に呼吸のできる場所を確保するために巣の穴を修理せずにしたり、逆に巣に穴を作ったり、水位を下げたりする。1988年の研究では、カナダのアルバータ州では冬の間、巣の水が減ってもそれを直すビーバーはいなかったという。

### 餌
ダムの付近では水が溜まるため、ビーバーの餌が供給される。主に木の葉や芽、内樹皮を食べる。ポプラを好むが、カバノキやカエデ、ヤナギ、ハンノキ、サクランボ、レッドオーク、アッシュ、シデ、マツ、トウヒを食べることもある。また、特に春の初め頃にはガマ、スイレンなどの水生植物も食べる。
さまざまな木の樹皮を食べるが、アメリカハナノキにだけは手を出さない。
飼育環境では、糖分の高いトウモロコシ、リンゴ、根菜、葉物野菜などが与えられるが、これらが多い場合は下痢や胃腸障害を引き起こす可能性がある。また、水生植物はヨウ素とナトリウムを供給するが、飼育環境では不足することがある。
池が凍る地域では晩秋に枝に付くような食物を集め、枝を水底の泥にさすようにして水中で保存（貯食行動）を行う。こうして冬でも食料を確保している。また、枝が水上に突き出ることで水の凝固を防ぎ、ここから巣の中へ戻れるようになっている。

### 天敵
コヨーテや狼、ピューマが主な天敵である。アメリカグマも時にはビーバーを捕食し、この時アメリカグマはビーバーの巣を前足で壊すこともある。ミシシッピワニも天敵に含まれる。クズリ、カナダオオヤマネコ、ボブキャット、狐、イヌワシやハクトウワシはビーバーの子どものみを襲う傾向にある。ヒグマやアメリカワニは生活圏の違いからビーバーを襲うことはほとんどない。

### 繁殖
アメリカビーバーは年に1回子を産む。12月から3月、特に1月に12時間から24時間程度だけ発情期に入る。他の齧歯目と異なり、一頭の雄に一頭の雌のみがつく。妊娠期間は平均128日で3‐6匹の子を産む。また、20%の2歳のメスは繁殖をするが、ほとんどのビーバーは3歳まで繁殖をしない。ビーバーは生後1か月から固形物を摂取し始め、同時期に母親に伴われて巣立ちする。生後6カ月で離乳時期を迎え、2歳まで親離れをしない。3歳頃に一人立ちをする。

### 社会的行動
匂いによるマーキング、発声、尻尾で水面を叩くなどのコミュニケーションを行い、集団行動を行い、別の群れには攻撃的になる高い社会性を持つ。
匂いは、特に水中から泥や木などの材料を岸に集めて家族全員で匂いを付け scent mound と呼ばれる塚を作る。このような scent mound は、住処や通行する獣道の1メートル程度の距離に多数作られ縄張りを主張する。この塚は、孤立したコロニーより隣接したコロニーの群の方が多く建設される傾向にある。
縄張りの維持のため、オスの方が長時間・広い範囲を活動し、移動距離は毎日平均5kmほど（最大 9㎞）であり縄張りのサイズに比例して長くなる。また、片方が死ぬか何かしらの事情で逸れるまでパートナーを変えることなく一夫一妻制で、家族内で口喧嘩することすら非常に稀である。
ビーバーの鳴き声は、甘え声、警戒や唸り声など7種類確認されている。
尻尾で水面を大きく叩く場合があり、それは天敵が近くにいることを仲間に警告して、水中にもぐるよう促すために行われる。

## 人間との関係

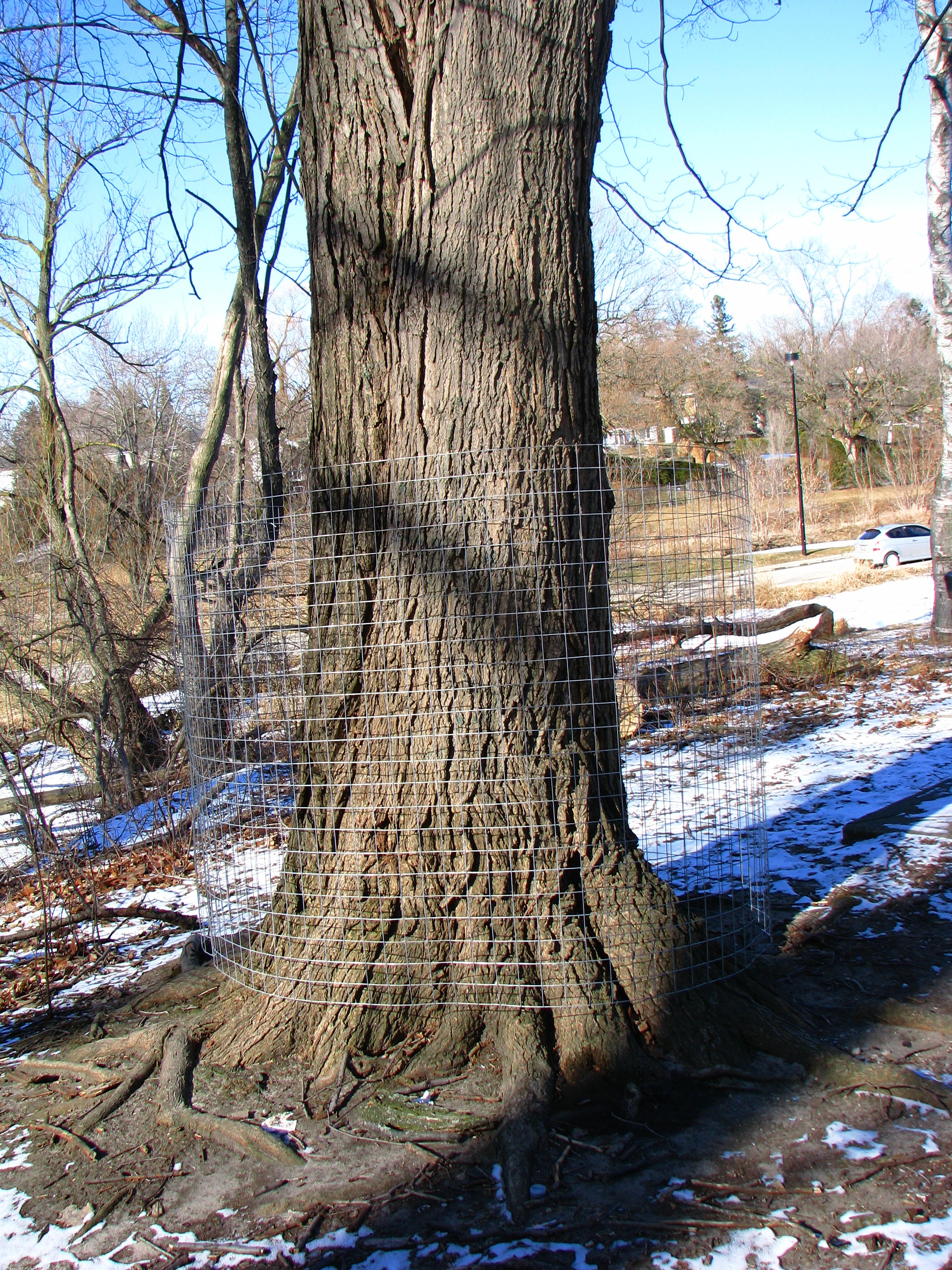
ビーバーの被害を抑えるための柵

毛皮用に罠猟師によって傷つかないよう捕獲されている。かつては乱獲により生息地および個体数が激減したが、保護により現在は回復している。毛皮からはビーバーハットが作られた。
臭腺から得られる海狸香(カストリウム)は、ビーバーを集めるトラップに塗ったり、香水などに使われたが、現在では合成香料に置き換えられている。
。
ビーバー肉は、牛肉に似る。入植してきた初期のフランス人は、カトリック教会の教義で四旬節には肉が食べれなくなるが、四本足の魚として扱い食用とした。
ビーバーのダムのせいで洪水となる危険、商材となる木へのダメージから、木を保護したり、フローデバイスと呼ばれる川が完全にせき止められないようにする工夫が行われる。
それとは逆に、人工ダムの影響でマスノスケ（キングサーモン）の遡上に影響を与えるため、生物多様性のある地形を作るビーバーのダムに任せることも行われ、サーモンの生息数も回復した。
ビーバー降下作戦
第二次世界大戦後（1940年代後半から1950年代）のアメリカ合衆国アイダホ州では、治水のために314 ㎞離れたチェンバレン盆地への輸送が行われた。初期には馬やロバに乗せて移動させていたが、ビーバーは暑さに弱く、死亡率も高かった。そこで考案されたのが戦後に余っていたパラシュートを活用する方法であった。パラシュートには2頭もしくは1頭と重りが載せられ、76匹のパラシュート降下が行われた。一匹が空中でケージから脱出して落下死してしまったものの、移住は成功した。
飼育
別の家族を一緒に育てるのは、喧嘩になるため避けられる。また、閉じ込めておくと積極的に逃げ出したり、掘れない壁を延々と掘ろうとしたり、ストレスから徘徊を行う。また、夜行性で、警戒して巣に閉じこもったり、巣の中で生活することから動物園での展示には向かないとされるが、適切な環境下なら展示も行え、増えすぎるほど繁殖も可能である。
日本では戦後の東山動物園（現在の東山動植物園）に初めて輸入され、1965年に上野動物園が日本で初めて繁殖に成功した。
雄雌が外見では識別できないため、レントゲン撮影をして雄特有の陰茎骨の有無で判断している。
生息域の気候的特徴から、日本の飼育下では冬季に活動が活発になる。活動時間も季節で異なり、春夏は17時起床で朝方就寝の夜型で、秋頃から起床時間を早め、冬は午前10時起床となる。
丁寧な毛繕いを行う場合は仰向けになり、腹を揉み解して人間が脂肪を気にするような体勢をとるため、SNSで取り上げられることがある。
飼育下でも巣作りを行うが、巣作りを一頻り終えると運動不足やストレスの増大に繋がるため、ビーバーの就寝中に職員が展示場の巣材を元に戻す「巣壊し」を行っているが、翌日には修復されるケースが多い。
体重測定は、以前は飼育員が駕籠に入れて計測していたが、ストレス軽減のため、現在では自主的に体重計へ乗るよう訓練を積ませる方法が主流である。
野生では10年～15年の寿命であるが、飼育下では25年生きた事例がある。